# Eustathios av Antiokia

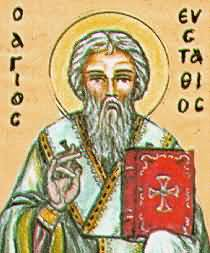
Eustathios av Antiokia.

Eustathios av Antiokia (grekiska: Ἐυστάθιος Αντιοχείας), sannolikt död före 337, var en fornkyrklig teolog.
Eustathios, som var biskop i Antiokia, var arianismens förste vetenskaplige bekämpare (gentemot Eusebios av Caesarea) och blev den segrande arianismens första offer. Han avsattes 330 och dog i landsflykt.